# باز دم‌سرخ
باز دم‌سرخ یا سارگپه دم‌سرخ (نام علمی: Buteo jamaicensis) نام یک گونه از سرده سارگپه‌ها است.